# António Morato (calciatore 1964)
António Maurício Farinha Henriques Morato (Lisbona, 6 novembre 1964) è un ex calciatore portoghese, di ruolo difensore.

## Palmarès
- Campionato portoghese: 1

Porto: 1989-1990
- Supercoppa di Portogallo: 3

Sporting: 1986, 1987
Porto: 1989